# 트위스티드 (드라마)
《트위스티드》(영어: Twisted)는 2013년 3월 19일부터 2014년 4월 1일까지 ABC 패밀리에서 방영중인 드라마이다.